# Pogonești
Pogonești is een Roemeense gemeente in het district Vaslui.
Pogonești telt 1782 inwoners.